# Alegeri legislative în Italia, 1946
Alegerile politice din 2 iunie 1946 au fost primele din istoria republicii italiene si primele dupa perioada de dictatură fascistă, care au afectat Italia în deceniile anterioare.
Au avut drept de vot toți italienii, barbații iar pentru prima dată, femeile de cel puțin 21 ani.Persoanele care au avut drept de vot au reprezentat 61,4 % din populație.Au votat pentru proclamarea unei Adunări Constituante care a dat naștere noului curs instituțional al tării. Alegătorii au fost trimiși împreună cu cartela de referendum pentru a alege între Monarhie și Republică (referendum instituțional) și pentru alegerea a 556 de deputați ai Adunării Constituente, cărora le era însărcinat alegerea unei noi constituții după cum sa stabilit prin Decretul legislativ nr. 151, din 25.06.1944.
Sistemul electoral a fost proporționat cu liste concurente în 32 de circumscripții electorale plurinominale. Legea electorală prevedea alegerea  a 573 de deputați, dar alegerile nu s-au putut efectua în Tirolul de Sud (zonele de ocupație aliate), în Veneția Giulia (zonele de ocupatie aliate și iugoslavă) neaflându-se sub deplină suveranitate italiană, dar au fost  efectuate în comun (Piemontul, care apoi a trecut Franței) Briga Marittima și Tenda.

## Rezultatele electorale

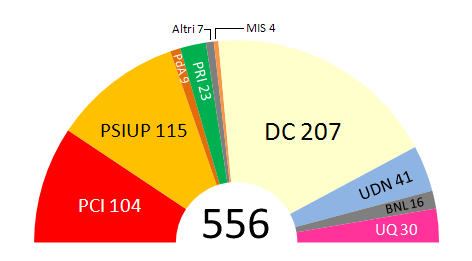
Componența Adunării Constituante

Rezultatele au confirmat victoria Creștin Democraților cu 35 % din votul popular, cel de stânga reprezentând Partidul Socialist al Unității Proletare și Partidul Comunist Italian, care împreună ajung, respectiv  20% și 19%  din totalul de vot de 40%- 41% din votul popular confirmând tendința electorală din Italia față de  formatiunile de stânga, aceștia primind votul din rândul maselor muncitoare, în timp ce Creștin Democrații pe cel al clasei de mijloc. 
Dreapta reprezentată de liberali, monarhiști si alții au obținut un total de 10% - 11% din votul popular, format din alegători critici, asupra confruntării dintre Creștin Democrați, cei de stânga și cei nostalgici din perioada fascistă.

## Adunarea Constituentă
| Partide                                          | Voturi     | Voturi (%) | Locuri |
| ------------------------------------------------ | ---------- | ---------- | ------ |
| Creștin Democrații (DC)                          | 8.080.664  | 35,18      | 207    |
| Partidul Socialist al Unității Proletare (PSIUP) | 4.758.129  | 20,72      | 115    |
| Partidul Comunist Italian (PCI)                  | 4.356.686  | 18,97      | 104    |
| Uniunea Democrată Națională (liberalii)          | 1.560.638  | 6,79       | 41     |
| Fronte dell'Uomo Qualunque (UQ)                  | 1.211.956  | 5,28       | 30     |
| Partidul Republican Italian (PRI)                | 1.003.007  | 4,37       | 23     |
| Blocul Național de libertate (monarchici)        | 637.328    | 2,77       | 16     |
| Partidul Acțiunii (PdAz)                         | 334.748    | 1,46       | 7      |
| Mișcarea Independentă Siciliană (MIS)            | 171.201    | 0,75       | 4      |
| Partidul Țărănesc Italian                        | 102.393    | 0,45       | 1      |
| Concentrarea Democratică Republicană             | 97.690     | 0,43       | 2      |
| Partidul Acțiunii Sardine (PSd'Az)               | 78.554     | 0,34       | 2      |
| Mișcarea Unionistă Italiană                      | 71.021     | 0,31       | 1      |
| Partidul Social Creștin                          | 51.088     | 0,22       | 1      |
| Partidul Democrat al Muncii(PDL)                 | 40.633     | 0,18       | 1      |
| Uniunea Democratică Independentă                 | 34.147     | 0,15       | 0      |
| Mișcarea Națională Reconstrucția                 | 31.635     | 0,14       | 0      |
| Alianța Monarhică Italiană                       | 30.639     | 0,13       | 0      |
| Mișcarea Democratică Monarhică Italiană          | 29.920     | 0,13       | 0      |
| Alianța Republicană                              | 29.023     | 0,13       | 0      |
| Partidul Comunist Internațional                  | 22.701     | 0,10       | 0      |
| Frontul Democrat Progresist Republican           | 21.553     | 0,09       | 1      |
| Partidul Veteran Italian                         | 18.479     | 0,08       | 0      |
| U. Comb. Red. Part .F. Pr.                       | 14.598     | 0,06       | 0      |
| Partidul Italian de centru                       | 13.196     | 0,06       | 0      |
| Concentrarea Națională a Veteranilor             | 12.908     | 0,06       | 0      |
| Grupul Luptătorilor și Independenților           | 12.199     | 0,05       | 0      |
| P. Patr. Mon. Rinnovat.                          | 10.870     | 0,05       | 0      |
| Partidul Uniunea Națională                       | 10.717     | 0,05       | 0      |
| Liga Sardă                                       | 10.597     | 0,05       | 0      |
| Partidul Industrial Sicilian de Muncă            | 10.387     | 0,05       | 0      |
| Partizani Veteranilor                            | 8.580      | 0,04       | 0      |
| Indipend. Sic. Sinis.                            | 5.699      | 0,02       | 0      |
| Alianța Republicană                              | 5.333      | 0,02       | 0      |
| Uniunea Națională de stânga. Guerra              | 4.959      | 0,02       | 0      |
| Mișcarea Lucrătorilor Independenți               | 4.229      | 0,02       | 0      |
| Liga Pacifistă Italiană                          | 4.168      | 0,02       | 0      |
| Alți Liberali                                    | 4.058      | 0,02       | 0      |
| Partidul Laburist Italian                        | 3.802      | 0,02       | 0      |
| Național de implementare                         | 2.775      | 0,01       | 0      |
| Uniunea Comunistă Internațională Independentă    | 1.781      | 0,01       | 0      |
| Independenți                                     | 17.202     | 0,07       | 0      |
| Alții                                            | 86.825     | 0,38       | 0      |
| Total                                            | 22.968.286 | 100,00     | 556    |

## Analiza teritorială a voturilor
Creștin Democrații se impun ca partid predominant în Triveneto și Lombardia cu un procentaj majoritar absolut de voturi.Este foarte popular și în Lazio, Abruzzo și Campania, și în insule unde ajunge la mai mult de 40% din voturi.În conformitate cu media națională este procentul din restul Italiei de sud, de nord-vest, în timp ce sunt inferiori mediei în Toscana, Emilia-Romagna unde au obținut mai puțin de 30%, Umbria și Marche, excepție făcând provincia Lucca unde au obținut majoritatea absolută a voturilor.
Partidul Socialist al Unității Proletare a obținut rezultate demne de notat doar în nordul țării, în timp ce în restul acesteia regăsindu-se într-o poziție minoritară. Este deosebit de puternic cu rezultate mai mari de 30% din voturi în Piemonte, Lombardia de vest și de sud, în Emilia, dar nu în Romagna unde rezultatul a fost mai degrabă slab, în Veneția, mai ales în Provincia di Rovigo, Veneția și Verona, și în sfârșit în Friuli.
Partidul Comunist Italian obține cele mai multe voturi în Emilia-Romagna și Toscana între 35%-40% din voturi. Succes având și în Piemonte, Liguria, Umbria, Marche, în sudul Lombardiei și pe coasta Veneției cu rezultate între 25% și 35%. În restul țării nereușind să treacă de 15% din voturi, având mari dificultăți în Triveneto și sudul Italiei.
Uniunea Democrată Națională având cele mai multe voturi în sudul Italiei, depășind 10% din voturi în Calabria, Puglia și Sicilia, 20%  în Campania și Basilicata și, chiar 30%  în provincia Benevento.
Partidul Il Fronte dell'Uomo Qualunque neprezentându-se în toate circumscripțiile obține un succes uimitor mai ales în sudul Italiei de unde au venit și majoritatea voturilor lor. În Sardinia, Sicilia și Campania obține mai mult de 10% din voturi, cu mai mult de 15% în provinciile Napoli și Bari.Rezultate conform mediei naționale obțin în Centrul Italiei, mulțumită rezultatelor sale excelente din provincia Roma, unde a obținut mai mult de 8% din voturi.În nordul Italiei rezultatele fiind sub media națională, însă rezultate bune înregistrând în orașele mari precum Milano și Bologna.
Partidul Republican Italian obține rezultate puternice în centrul Italiei, mai ales în Romagna, Marche, Lazio și Umbria ajungând până la 15%.Alte zone puternice au fost coasta toscană, mai ales în provinciile Grosseto și Massa Carrara, și în provincia Trapani.